# Domaine du Vieux Télégraphe
Koordinaten: 44° 2′ 36,68″ N, 4° 53′ 8″ O

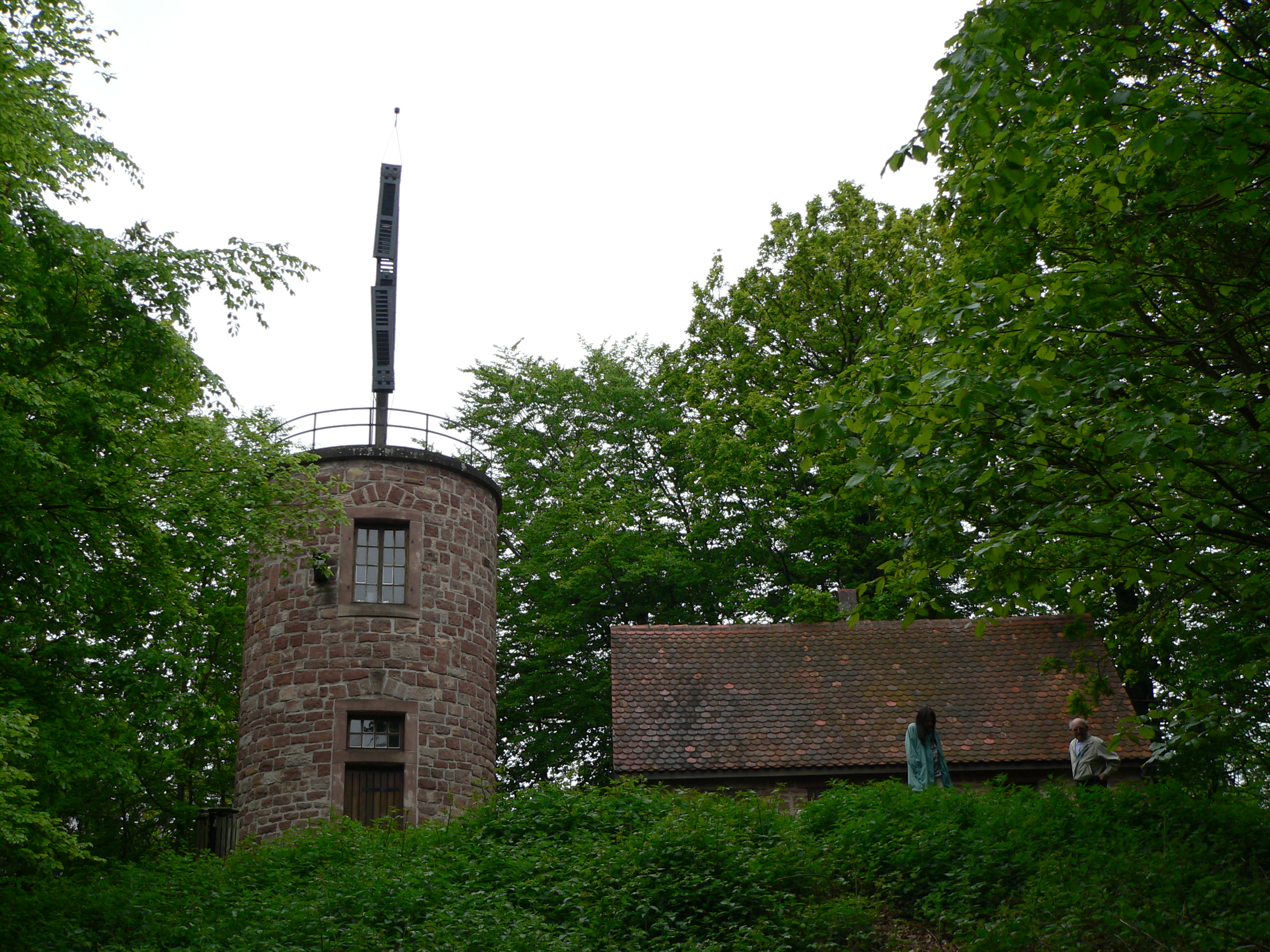
Ein Chappe-Signalturm in der Nähe von Saverne, Frankreich, zeigt, wie das Vieux Télégraphe ausgesehen haben könnte

Domaine du Vieux Télégraphe ist ein Weingut im südlichen Weinbaugebiet Rhône, aus der Appellation Châteauneuf-du-Pape AOC. Das Weingut produziert Rot- und Weißweine und zählt zu den führenden Weingütern der Region.

## Geschichte
Die ersten Reben wurden 1898 von Hippolyte Brunier auf dem Plateau de la Crau zwischen den Dörfern Bédarrides, Châteauneuf und Courthézon gepflanzt und bildeten den Kern des heutigen Weinbergs Vieux Télégraphe. In den folgenden Jahren wurden Erweiterungen vorgenommen, vor allem durch den Sohn Jules Brunier, der den Weinberg auf fast 17 Hektar ausdehnte und dem Weingut seinen Namen gab, den er von einem Sémaphoreturm ableitete, der einst im Weinberg stand. Nach der Reblauskrise ging die Aufgabe des Wiederaufbaus des Anwesens an die nächste Generation, an Henri Brunier, der das Weingut schließlich 1986 an seine eigenen Söhne Daniel und Frédéric weitergab.
Außerdem betreiben die Bruniers die Weingüter La Roquette und in Gigondas Les Pallières.

## Produktion
Die Rebfläche erstreckt sich über 70 Hektar, die sich aus den Rebsorten 65 % Grenache, 15 % Syrah, 15 % Mourvèdre und die restlichen 5 % aus Cinsaut und einigen weißen Sorten wie Grenache Blanc, Clairette, Roussanne und Bourboulenc zusammensetzen.
Der Grand vin ist der rote Vieux Télégraphe, während ein Zweitwein mit dem Namen Vieux Mas des Papes Weine von jüngeren Reben enthält. Im Jahrgang 2002 wurde kein Grand vin herausgebracht, sondern nur ein Etikett mit dem Namen Télégramme, der auf einigen Märkten der Name des Zweitweins geblieben ist. Es wird auch ein Weißwein Vieux Télégraphe und ein zweiter Weißwein mit dem Namen Vieux Mas des Papes hergestellt.
The Wine Advocate bewertete den 2007er Vieux Télégraphe mit 96 Punkten.